# Robert Browning
Robert Browning (Camberwell, Surrey, 7 de mayo de 1812-Venecia, 12 de diciembre de 1889) fue un poeta y dramaturgo inglés.

## Sus primeros años
Hijo único de Robert y Sarah Anna Browning, creció en un ambiente de amplios recursos literarios gracias a la afición de su padre (un empleado de banca muy bien pagado), a coleccionar libros raros y arcanos. Es más, al estímulo que este le ofreció en su precoz curiosidad por el arte y la literatura se debió que alcanzara un saber y una erudición poco comunes y harto eclécticos. Se convirtió en un gran admirador de los poetas románticos, particularmente de Shelley, a quien pronto imitó convirtiéndose en ateo y vegetariano. Sin embargo, en la última etapa de su vida recordaría este hecho como una fase pasajera.
Fue un precoz estudiante y ya a la edad de catorce años hablaba con fluidez, además de su lengua materna inglesa, el francés y el italiano, y dominaba las lenguas clásicas, griego y latín, de las que realizó alguna traducción en sus últimos años (el Agamenón de Esquilo, por ejemplo). Habituado a esta atmósfera de alta cultura, su escolarización fue reacia y difícil. A los dieciséis asistió al University College de Londres, pero abandonó tras el primer curso. Se propuso convertirse en un poeta y hombre de letras y todas sus obras fueron ambiciosas, a menudo muy extensas y escritas en una lengua a veces difícil. Tanto el público como la crítica fueron por eso, al principio de su obra y también después, derrotados por su originalidad, que se manifestó también en su vida personal. Hechizado por la lectura de los poemas publicados por Elizabeth Barrett, enclaustrada en su habitación por un padre muy severo, consiguió hacerle llegar cartas donde le testimoniaba su admiración.

## Matrimonio y monólogos mayores
Robert Browning se casó con Elizabeth Barrett en 1846 después de un noviazgo que duró dos años y generó uno de los epistolarios más celebrados de la historia de la literatura. El matrimonio se celebró en secreto en Marylebone a causa de la oposición del autoritario padre de la novia, y abandonaron Inglaterra para irse a vivir a Florencia (Italia), donde vivieron felices, según se cree generalmente, hasta el fallecimiento de Elizabeth en 1861. En 1849 tuvieron un hijo, Robert Barrett Browning.
Durante este período Elizabeth publicó varios de sus más importantes trabajos; el más destacado fue un largo poema, Las ventanas de la casa Guidi, y siguió otro, Aurora Leigh. 

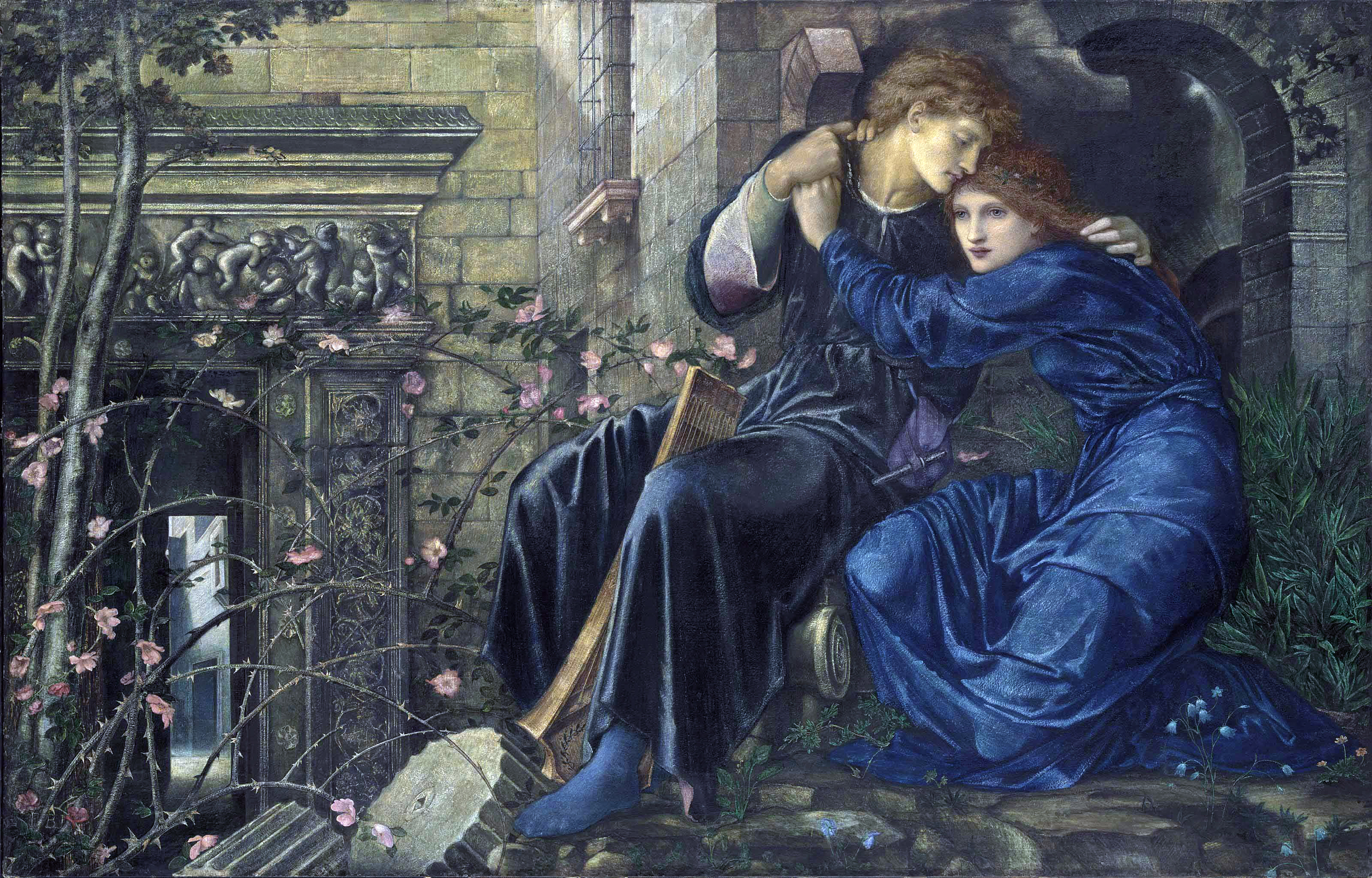
"El amor entre las ruinas". Edward Burne-Jones. Pintura sobre uno de los poemas de la colección Men and Women.

Robert Browning publicó un volumen de prosa poética, Christmas-Eve and Easter-Day, y luego los dos volúmenes sobre los que se asentaría su fama y reputación durante todo el siglo XX: Men and Women (1859) y Dramatis Personae (1864). 
En estas colecciones, Browning incluyó muchos de los mejores ejemplos de una innovadora forma poética, el monólogo dramático, género creado por el Ulysses de Tennyson en 1842 y que él llevó a su perfección, ejerciendo una influencia significativa sobre poetas posteriores como T. S. Eliot, Ezra Pound y poetas de otras lenguas. En este molde poético el poeta asume la identidad de un personaje real o ficticio con el cual se identifica y lo hace hablar con su propia voz lírica en primera persona. Entre sus monólogos más conocidos se encuentran "Andrea del Sarto" y "Fra Lippo Lippi". Ifor Evans considera que hoy día siguen siendo sus trabajos más notables.
Aunque el período de su matrimonio no fue prolífico, en comparación con sus primeros años o su vida posterior, vio cómo fue ganando reputación y produjo algunas de sus obras más perdurables.

## Éxito tardío
En 1868 Browning completó y publicó por fin el largo poema en verso blanco inglés The Ring and the Book, que finalmente le traería riqueza, fama y éxito en su época y lo pondría en primera fila de la poesía inglesa. Basado en un complejo caso de asesinato en la Roma de la década de 1690, el poema está compuesto por doce volúmenes que comprenden diez extensos poemas dramáticos narrados por los diferentes personajes de la historia, quienes van revelando su participación en los hechos. La historia se extiende entre un prólogo y un epílogo del propio Browning. Su extrema extensión, incluso para las pautas del poeta (más de veinte mil versos) declara que esta obra fue su proyecto más ambicioso, y, en efecto, ha sido aclamada como un tour de force de la poesía dramática. Fue publicada por separado en cuatro volúmenes entre noviembre de 1868 y febrero de 1869 y obtuvo un inmenso éxito, tanto crítico como de público, lo que le valió el prestigio contemporáneo que tanto había perseguido (y merecido) durante casi treinta años de trabajo.
Ya con la fama y la fortuna aseguradas, Browning se convirtió de nuevo en el escritor prolífico que había sido al principio de su carrera: en los restantes veinte años de su vida, además de viajar dilatadamente y frecuentar de nuevo la sociedad literaria londinense, se las arregló para publicar no menos de quince nuevos volúmenes, si bien ninguno de estos últimos trabajos ganó en popularidad a The Ring and the Book y, hoy en día, permanecen escasamente leídos. Sin embargo, en años recientes, sus últimos trabajos han pasado por una importante revaluación crítica, y muchos de ellos siguen siendo de interés por su calidad poética y perspicacia psicológica. 
Después de una serie de poemas largos publicados en la década de 1870 —entre los cuales Fifine at the Fair y Red Cotton Night-Cap Country son los más interesantes— Browning regresó a los poemas cortos. El volumen Pachiarotto and How He Worked in Distemper incluía un rencoroso ataque a sus críticos, en especial al último poeta laureado, Alfred Austin. En 1887 escribió el trabajo más importante de su última etapa, Parleyings with Certain People of Importance in their Day. Finalmente, presentó al poeta hablando con su propia voz, comprometiéndose en una serie de diálogos con figuras tiempo atrás olvidadas de la historia literaria, artística y filosófica. Una vez más, el público victoriano quedó desconcertado y Browning volvió a los textos poéticos cortos y concisos en su último volumen, Asolando (1889).
Según algunas crónicas, Browning mantuvo una relación romántica con lady Ashburton en la década de 1870, pero no volvió a casarse. En 1878 regresó a Italia, por primera vez desde la muerte de su esposa, y todavía retornó en otras varias ocasiones. Murió en Venecia, en casa de su hijo Ca' Rezzonico, en diciembre de 1889, y fue enterrado en el Rincón de los Poetas de la abadía de Westminster; su tumba es la inmediatamente contigua a la de Alfred Tennyson.
G. K. Chesterton escribió una biografía de Robert Browning en 1903, fue la primera que realizó.

## Obras (en inglés)

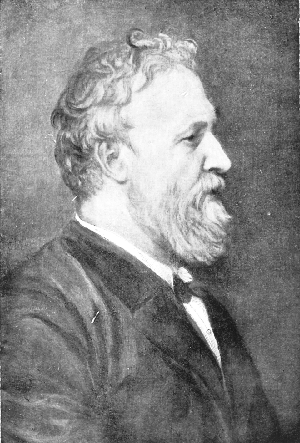
Robert Browning

- Pauline: A Fragment of a Confession (1833)
- Paracelsus (1835)
- Strafford (play) (1837)
- Sordello (1840)
- Bells and Pomegranates No. I: Pippa Passes (play) (1841)
- Bells and Pomegranates No. II: King Victor and King Charles (play) (1842)
- Bells and Pomegranates No. III: Dramatic Lyrics (1842) 
  - "Porphyria's Lover"
  - "Soliloquy of the Spanish Cloister"
  - "My Last Duchess"
  - "The Pied Piper of Hamelin"
- Bells and Pomegranates No. IV: The Return of the Druses (play) (1843)
- Bells and Pomegranates No. V: A Blot in the 'Scutcheon (play) (1843)
- Bells and Pomegranates No. VI: Colombe's Birthday (play) (1844)
- Bells and Pomegranates No. VII: Dramatic Romances and Lyrics (1845)
  - " The Laboratory"
  - "How They Brought the Good News from Ghent to Aix"
  - "The Bishop Orders His Tomb at Saint Praxed's Church"
- Bells and Pomegranates No. VIII: Luria and A Soul's Tragedy (plays) (1846)
- Christmas-Eve and Easter-Day (1850)
- Men and Women (1855) 
  - "A Toccata of Galuppi's"
  - "Childe Roland to the Dark Tower Came"
  - "Fra Lippo Lippi"
  - "Andrea Del Sarto"
  - "A Grammarian's Funeral"
  - "An Epistle Containing the Strange Medical Experience of Karshish, the Arab Physician"
- Dramatis Personae (1864) 
  - "Caliban upon Setebos"
  - "Rabbi Ben Ezra"
  - "A Death in the Desert"
- The Ring and the Book (1868-9)
- Balaustion's Adventure (1871)
- Prince Hohenstiel-Schwangau, Saviour of Society (1871)
- Fifine at the Fair (1872)
- Red Cotton Night-Cap Country, or, Turf and Towers (1873)
- Aristophanes' Apology (1875)
- The Inn Album (1875)
- Pachiarotto, And How He Worked in Distemper (1876)
- The Agamemnon of Aeschylus (1877)
- La Saisiaz and The Two Poets of Croisic (1878)
- Dramatic Idyls (1879)
- Dramatic Idyls: Second Series (1880)
- Jocoseria (1883)
- Ferishtah's Fancies (1884)
- Parleyings with Certain People of Importance In Their Day (1887)
- Asolando (1889)